# Adrián Lezama
Adrián El Kanu Lezama (Ciudad Guayana, Venezuela, 22 de julio de 1989) es un exfutbolista venezolano. Su apodo viene del parecido físico con el nigeriano Nwankwo Kanu.
Se retiró en 2014 después de varias lesiones.

## Clubes
| Club                 | País      | Año       |
| -------------------- | --------- | --------- |
| Carabobo FC          | Venezuela | 2006-2007 |
| Zamora FC            | Venezuela | 2007-2008 |
| Deportivo Anzoátegui | Venezuela | 2008-2014 |